# エスメラルダ郡 (ネバダ州)

ネバダ州内の位置

エスメラルダ郡（Esmeralda County）は、アメリカ合衆国ネバダ州の郡である。2004年の推計人口は1,176人で、ネバダ州の郡の中では最少である。郡庁所在地はゴールドフィールド。

## 歴史
エスメラルダ郡は、1861年に制定された郡の一つである。地名となっているエスメラルダとは、スペイン語およびポルトガル語でエメラルドを意味する言葉で、初期のネバダ州の坑夫J・M・コリーによって命名されたエスメラルダ鉱業地帯に由来する。コリーはおそらく、この名前をヴィクトル・ユーゴーの小説『ノートルダムの鐘』に登場するジプシーの踊り子、エスメラルダから採ったのだろうと言われている。
エスメラルダの郡庁所在地は今までに2度変遷した。1897年にそれまでのオーロラからホーソンに移り、1907年にゴールドフィールドに再度移転して今に至っている。
エスメラルダは20世紀初頭のゴールドブームを契機として一時栄えたが、1910年代後半には大半の炭坑が閉鎖され、以降経済は停滞している。

## 地理
アメリカ合衆国統計局によれば、エスメラルダ郡の総面積は9,295km2である。このうち陸地は9,294km2で、残りの1km2は湖沼などが占めている。
北西にミネラル郡、東にナイ郡、南にインヨー郡（カリフォルニア州）、西にモノ郡（カリフォルニア州）と隣接する。

## 人口統計
以下に2000年国勢調査時点のデータを示す。
- 人口：971人
- 世帯数：455
- 家族数：259
- 総住居数：833

人口構成比率
- 白人：67.15%
- アフリカ系アメリカ人：28.97%
- アメリカ先住民：0.18%
- アジア系：0.97%
- 太平洋諸島からの移民：0.02%
- その他の人種：1.67%
- 2つ以上の民族を親にもつ者：1.04%
- ヒスパニック系：3.89%